# Mino Cavallo
Mino Cavallo (n.2 iulie 1964, Mola di Bari) este un chitarist și compozitor italian de jazz latin.